# تیوولی، کوئینزلند
تیوولی (به انگلیسی: Tivoli) یک منطقهٔ مسکونی در استرالیا است که در کوئینزلند واقع شده‌است.